# Мов за подушне, оступили…
«Мов за подушне, оступили…» — вірш Тараса Шевченка, написаний на засланні 1848 року на Косаралі.

## Написання
Збереглося два чистових автогарфи вірша: автограф у «Малій книжці»; автограф у «Більшій книжці». Автографи не датовано.
Вірш датується дослідниками за місцем автографа у «Малій книжці» серед творів 1848-го та часом зимівлі Аральської описової експедиції в 1848—1849 роках на Косаралі, орієнтовно: кінець вересня — грудень 1848 року, місце написання — Косарал.
Автограф, з якого вірш переписано до «Малої книжки», не відомий. До «Малої книжки» Шевченко заніс вірш під № 14 у четвертому зшитку за 1848 рік орієнтовно наприкінці 1849-го — на початку 1850 року (до арешту 23 квітня), зробивши при цьому виправлення в останньому рядку. 1858 року, не раніше 18 березня і не пізніше 22 листопада, Шевченко переписав вірш зі змінами в рядках 4 та 13 з «Малої книжки» до «Більшої книжки».

## Публікація
Вперше вірш надруковано за «Більшою книжкою» в журналі «Основа» (1862 рік, № 8, стор. 4). Вперше введено до збірки творів у виданні: «Кобзарь Тараса Шевченка/ Коштом Д. Е. Кожанчикова» (СПб., 1867 рік, стор. 462), з незначною редакторською відміною в рядку 3 («осень» замість «осінь»), і того ж року — до видання: «Поезії Тараса Шевченка» (Львів, 1867 рік, том 2, стор. 235), де вірш подано за «Основою».
Відомі дослідникам списки вірша походять від першодруку в «Основі» (1862 рік, № 8, стор. 4): у збірці «Сочинения Т. Г. Шевченка» 1862 року; у рукописних «Кобзарях» — 1861-го, 1865-го, переписаному Д. Демченком та 1863—1867 років; у збірці «Барвінок. Пісні, вірші та байки» 1863-го, складеній А. Фесенком та іншого.

## Сюжет
У вірші виражено почуття самотності й суму за рідним краєм. Ці почуття Шевченкові допомагає переборювати поетична творчість, хоч в умовах заслання він змушений писати крадькома («віршую нищечком»).